# مارک رابرتس (بازیکن فوتبال، زاده ۱۹۷۵)
مارک رابرتس (انگلیسی: Mark Roberts؛ زادهٔ ۲۹ اکتبر ۱۹۷۵) بازیکن فوتبال در پست مهاجم اهل اسکاتلند است.

## باشگاهی
از باشگاه‌هایی که در آن بازی کرده‌است می‌توان به باشگاه فوتبال کیلمارنوک، باشگاه فوتبال فالکیرک، و باشگاه فوتبال سنت میرن اشاره کرد.